# 夏尔-让·德拉瓦莱·普桑
夏尔-让·德拉瓦莱·普桑（法語：Charles-Jean de La Vallée Poussin，法語發音：[ʃaʁl ʒɑ̃ də la vale pusɛ̃]；1866年8月14日—1962年3月2日）是一位比利时数学家，知名于和法国数学家雅克·阿达马各自独立证明了質數定理。